# Stazione di Trenzano-Cossirano
Stazione di Trenzano-Cossirano 1956-ban bezárt vasútállomás Olaszországban, Lombardia régióban, Trenzano településen.

## Vasútvonalak
Az állomást az alábbi vasútvonalak érintették:
- Cremona-Iseo-vasútvonal

## Kapcsolódó állomások
A vasútállomáshoz az alábbi állomások vannak a legközelebb:
- stazione di Corzano (Cremona-Iseo-vasútvonal, dél)
- stazione di Castrezzato (Cremona-Iseo-vasútvonal, észak)